# Replikacja semikonserwatywna

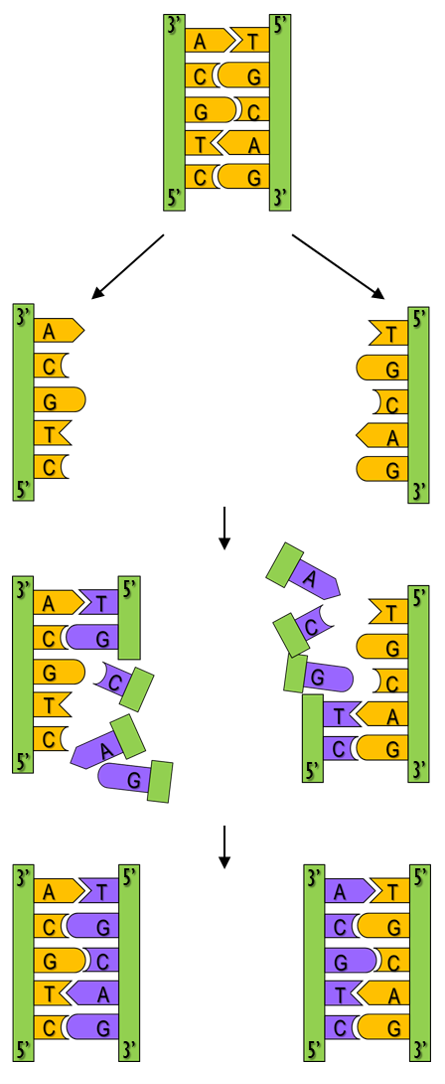
Schemat replikacji semikonserwatywnej

Replikacja semikonserwatywna – sposób replikacji cząsteczki DNA.
W nowej cząsteczce DNA (po replikacji) jedna nić pochodzi ze starej cząsteczki DNA, a druga (nowa) nić jest dobudowana na zasadzie komplementarności. Synteza nowych nici może zachodzić tylko z udziałem nici rodzicielskich, służących jako matryce. W procesie tym wykorzystuje się zdolność zasad azotowych, wchodzących w skład nukleotydów, do tworzenia komplementarnych par. Dzięki tej właśnie własności wystarczy rozplątać podwójną helisę DNA, następnie do uwolnionych w ten sposób nici dobudować komplementarne nukleotydy, aby otrzymać dwie identyczne cząsteczki DNA (każda z otrzymanych w ten sposób cząstek będzie miała jedną nić rodzicielską i jedną dosyntetyzowaną na nowo). We wszystkich organizmach replikacja DNA jest zawsze semikonserwatywna, co udowodniono, stosując metodę znakowania DNA różnymi izotopami. 
Replikacja DNA jest procesem zapewniającym przekazywanie informacji genetycznej z komórek rodzicielskich do komórek potomnych w sposób prawie doskonały. Doskonałość ta jest uzyskiwana nie tylko dzięki precyzyjnemu mechanizmowi samej replikacji, lecz również za sprawą systemów ochronnych, zdolnych do wykrywania i naprawy błędów. Dzięki tym systemom błędy powstałe w procesie replikacji pojawiają się najwyżej raz na miliard nukleotydów. 
Bez względu na to, czy komórka ma tylko jeden chromosom, czy też ma ich wiele, DNA ulega replikacji zawsze tylko jeden raz na każdy cykl podziałowy. 
Aby dobudować komplementarną nić DNA, musi zadziałać cały kompleks różnych enzymów. Najpierw helikaza DNA rozbija wiązania wodorowe pomiędzy zasadami azotowymi, przez co powstają dwie odrębne nici, które będą stanowiły matryce przy dobudowywaniu nowych nukleotydów. Kolejnym enzymem jest prymaza. Syntetyzuje ona krótkie, zaledwie 10 nukleotydowe odcinki RNA, które nazywamy starterami. Potrzebne one są, by kolejny enzym, polimeraza DNA, mógł dobudowywać kolejne nukleotydy (w kierunku od 5' do 3'). Ponieważ nici DNA są przeciwrównoległe, jedna z nich (nić wiodąca) będzie rozbudowywana w sposób ciągły, druga natomiast fragmentami (nić opóźniona). Każdy taki fragment nazwano fragmentem Okazaki. Kiedy polimeraza skończy dobudowywać nukleotydy, kolejny enzym – nukleaza – musi usunąć niepotrzebne już startery. Fragmenty Okazaki łączone są ze sobą przez enzym ligazę.
Mówiąc o replikacji, należy wprowadzić pojęcie replikonu. Replikon jest jednostką replikacji, za którą przyjęto uważać odcinek DNA zawierający miejsce startu oraz przylegające sekwencje uczestniczące w kontroli tego procesu. 
W procesie replikacji można wyróżnić trzy zasadnicze etapy: 
- inicjację (jest to początek procesu. Miejsce o specjalnej sekwencji nukleotydów ma od 200 do 300 par nukleotydów; tu przyłącza się białko inicjatorowe i działają helikazy w celu rozdzielenia obu nici – powstają widełki replikacyjne, przesuwające się z prędkością 1000–3000 nukleotydów na minutę.)
- elongację (jest to proces wstawiania nowych nukleotydów na zasadzie komplementarności, czyli syntezy nowych nici DNA w sposób ciągły na nici skierowanej do poruszających się widełek replikacyjnych i nieciągły – fragmenty Okazaki – na nici drugiej)
- terminację (brakujące odcinki są uzupełniane przez polimerazę DNA, a łączenie nukleotydów w ciągłą nić katalizowane jest przez ligazy DNA).